# Gitara hawajska

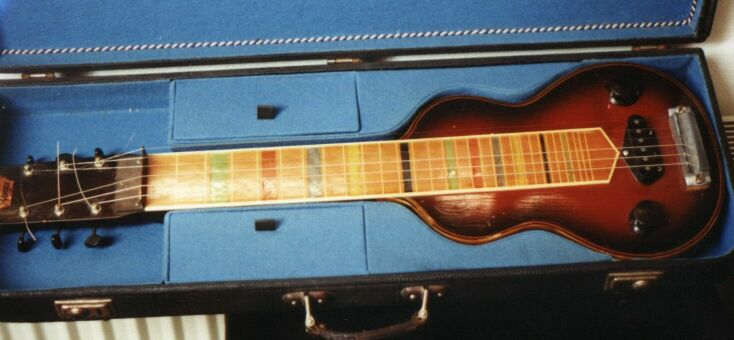
Gitara hawajska

Gitara hawajska – odmiana gitary, która wykształciła się w kulturze muzycznej Hawajów. Początkowo od zwykłej gitary akustycznej różniła się strojem i techniką gry, lecz z czasem przekształciła się w samodzielny instrument. 
Gitara hawajska nie ma ustalonego stroju. Strojona jest zwykle w skalach durowych w zależności od potrzeb i upodobań artysty. 
Liczba strun gitary hawajskiej jest zmienna i dochodzi do ośmiu.

## Technika gry
Na gitarze hawajskiej gra się na siedząco, trzymając ją na kolanach. Struny dociska się do podstrunnicy za pomocą metalowego lub szklanego przedmiotu, zwykle walca trzymanego w palcach lub szerokiej obrączki założonej na palec, tzw. slide. Przedmiot przesuwany wzdłuż struny wydobywa z niej przeciągły, śpiewny ton (glissando).

## Wykorzystanie
Gitara hawajska została wynaleziona prawdopodobnie około roku 1855, a poza Hawajami pierwszy raz zaprezentowana w 1915 na Panama-Pacific International Exposition w San Francisco. Na fali zainteresowania muzyką hawajską zdobyła wielką popularność w Ameryce. Została także zaadaptowana jako instrument bluesowy (jednak w tej roli występuje niezwykle rzadko) i muzyki country.